# Bausbach
Der Bausbach, auch Bauschbach, ist ein 3,76 km langer, rechter Zufluss der Riveris im rheinland-pfälzischen Landkreis Trier-Saarburg  mit einem Einzugsgebiet von 7,455 km².

## Geographie

### Verlauf
Der Bausbach entspringt in einer Höhe von etwa 439 m ü. NHN im Norden von Osburg.
Er bildet dann die Gemarkungsgrenze zwischen Osburg und Waldrach.
Im oberen Bausbachtal befindet sich eine aufgelassene Schiefergrube.
Nach der Aufnahme des Rotelbaches und der Unterquerung der K 66 mündet der Bausbach schließlich bei Waldrach auf einer Höhe von etwa 184 m ü. NHN von rechts in die Riveris.

### Zuflüsse
Ein rechter Zufluss des Bausbaches ist der etwa zwei Kilometer lange Rotelbach (GKZ 2656886), der bei Thomm auf etwa 390 m ü. NHN
entspringt und bei Waldrach
auf etwa 214 m ü. NHN
mündet.
Ein linker Zufluss des Rotelbaches ist der etwa 400 Meter lange Rothhellengraben, der auf etwa 400 m ü. NHN
entspringt,
auf der Gemarkungsgrenze von Osburg und Thomm verläuft und auf etwa 340 m ü. NHN
mündet.
Weitere Zuflüsse des Bausbaches sind der Reißbach/Osburgbach (GKZ 26568829) von links und der Schiefergraben (GKZ 2656884) von rechts
sowie weitere kleinere Gewässer.